# Gianni Cassaro
Ian Cassaro Usart, conocido como Gianni Cassaro (Lloret de Mar, 10 de abril de 1992), es un futbolista español que juega como guardameta en el Centre d'Esports Sabadell Futbol Club de la Primera Federación.

## Trayectoria
Gianni Cassaro nació en Lloret de Mar, España, y posee doble nacionalidad española e italiana. Su formación futbolística comenzó en las categorías inferiores del Club de Fútbol Lloret, donde debutó en 2011 en la Tercera División de España. 
En 2014, Cassaro dio el salto a la Segunda División B de España al fichar por la Unió Esportiva Olot. Durante la temporada 2015-2016, fue cedido al Club Esportiu Europa, equipo con el que disputó 36 partidos en la Tercera División de España. Su destacada actuación en el Club Deportivo Europa lo consolidó como un guardameta fiable en las categorías inferiores del fútbol español.
En 2016, Cassaro firmó con el Club de Futbol Peralada, donde jugó durante dos temporadas en la Segunda División B. Su paso por el equipo catalán le permitió afianzar sus habilidades bajo los tres palos, acumulando experiencia y liderazgo. En 2018, fue fichado por el Club de Fútbol Talavera de la Reina, y un año después se unió al Universidad Católica de Murcia Club de Fútbol, ambos en la Segunda División B. En 2020, continuó su carrera en la categoría con el Yeclano Deportivo, equipo en el que también tuvo una actuación destacada.
En agosto de 2021, Cassaro se incorporó al Villarreal Club de Fútbol "B", que competía en la recientemente creada Primera Federación, tercer nivel del fútbol español. Durante la temporada 2021-2022, contribuyó al ascenso del Villarreal "B" a la Segunda División de España, tras una victoria en el play-off contra el Club Gimnàstic de Tarragona que les dio el pase a la categoría de plata. Cassaro debutó en Segunda División en septiembre de 2022 en una victoria por 3-1 contra el Club Deportivo Lugo.
El 31 de agosto de 2023, firmó con el Real Murcia Club de Fútbol en la Primera Federación, donde jugó hasta mediados de 2024. En julio de 2024, se unió al Centre d'Esports Sabadell Futbol Club, equipo de la misma división, donde continúa su carrera futbolística, aportando su experiencia en el puesto de guardameta en la Primera Federación.

## Clubes
Actualizado al último partido disputado el 13 de noviembre de 2024.
| Club               | País   | Año       | Partidos |
| ------------------ | ------ | --------- | -------- |
| CF Lloret          | España | 2011-2014 | 65       |
| UE Olot            | España | 2014-2016 | 1        |
| CE Europa (cesión) | España | 2015-2016 | 36       |
| CF Peralada        | España | 2016-2018 | 23       |
| CF Talavera        | España | 2018-2019 | 33       |
| UCAM Murcia CF     | España | 2019-2020 | 6        |
| Yeclano Deportivo  | España | 2020-2021 | 27       |
| Villarreal CF "B"  | España | 2021-2023 | 15       |
| Real Murcia CF     | España | 2023-2024 | 8        |
| CE Sabadell FC     | España | 2024-     | 12       |